# Herrensohr
Herrensohr est un quartier de la ville allemande de Sarrebruck en Sarre. Il appartient au district de Dudweiler, les quartiers voisins immédiats sont Dudweiler et Jägersfreude.